# Apterogyna mlokosewitzi
Apterogyna mlokosewitzi is een vliesvleugelig insect uit de familie van de Bradynobaenidae. De wetenschappelijke naam van de soort is voor het eerst geldig gepubliceerd in 1880 door Radoszkowski.